# Prix du Plateau de Gravelle
Le prix du Plateau de Gravelle est une course hippique de trot attelé se déroulant au mois de février sur l'hippodrome de Vincennes.
C'est une course internationale de Groupe III (Groupe II avant 2011) réservée aux chevaux de 4 à 11 ans, ayant gagné 130 000 € mais pas 755 000 €, et qui ne se sont pas classés dans les trois premiers des prix d'Amérique, de France ou de Paris dans la saison.
Elle se court sur la distance de 2 700 mètres (grande piste), départ à l'autostart. L'allocation s'élève à 90 000 €, dont 40 500 € pour le vainqueur.
L'épreuve est créée en 1957,.

## Palmarès depuis 1972
| Année                     | Vainqueur          | Pays       | Père              | Driver                | Entraîneur              | Distance | Réd.km |
| ------------------------- | ------------------ | ---------- | ----------------- | --------------------- | ----------------------- | -------- | ------ |
| 2025                      | Inexess Bleu       | France     | Vittel de Brevol  | Alexandre Abrivard    | Laurent-Claude Abrivard | 2 700 m  | 1'13"3 |
| 2024                      | Face Time          | France     | Coktail Jet       | Matthieu Abrivard     | Matthieu Abrivard       | 2 700 m  | 1'12"  |
| 2023                      | Émeraude de Bais   | France     | Repeat Love       | Franck Nivard         | Benjamin Goetz          | 2 100 m  | 1'10"3 |
| 2022                      | Élie de Beaufour   | France     | Royal Dream       | Jean-Michel Bazire    | Jean-Michel Bazire      | 2 100 m  | 1'11"6 |
| 2021                      | Ce Bello Romain    | France     | Jam Pridem        | Anthony Barrier       | Sylvain-Gérard Dupont   | 2 100 m  | 1'11"2 |
| 2020                      | Dorgos de Guez     | France     | Romcok de Guez    | Jean-Michel Bazire    | Jean-Michel Bazire      | 2 100 m  | 1'11"1 |
| 2019                      | Bel Avis           | France     | Ganymède          | Jean-Michel Bazire    | Jean-Michel Bazire      | 2 100 m  | 1'10"7 |
| 2018                      | Uza Josselyn       | Suisse     | Love You          | Alexandre Abrivard    | René Aebischer          | 2 100 m  | 1'11"4 |
| 2017                      | Timone Ek          | Italie     | Mr Vic            | Jean-Philippe Monclin | Philippe Billard        | 2 100 m  | 1'12"1 |
| 2016                      | Amiral Sacha       | France     | Ganymède          | Gabriele Gelormini    | Florent Lamare          | 2 100 m  | 1'11"9 |
| 2015                      | Chelsea Boko       | Suède      | Chocolatier       | Björn Goop            | Timo Nurmos             | 2 100 m  | 1'12"  |
| 2014                      | Une Fille d'Amour  | France     | Infant du Bossis  | David Thomain         | Cyril Raimbaud          | 2 100 m  | 1'11"2 |
| 2013                      | Quinoa du Gers     | France     | Ganymède          | Matthieu Abrivard     | Fabrice Souloy          | 2 100 m  | 1'11"9 |
| 2012                      | Quoumba de Guez    | France     | Urfist des Prés   | Jean-Michel Bazire    | Jean-Michel Bazire      | 2 100 m  | 1'11"6 |
| 2011                      | Pretty Jet         | France     | Défi d'Aunou      | Matthieu Abrivard     | Sébastien Guarato       | 2 100 m  | 1'12"4 |
| Millésimes en Groupe II : |                    |            |                   |                       |                         |          |        |
| 2010                      | Qwerty             | France     | Quadrophénio      | Pierre Levesque       | Pierre Levesque         | 2 100 m  | 1'12"1 |
| 2009                      | Infinitif          | Italie     | Pine Chip         | Jos Verbeeck          | Jean Baudron            | 2 100 m  | 1'11"7 |
| 2008                      | Olivia Jet         | France     | Halimède          | Jean-Étienne Dubois   | Jean-Étienne Dubois     | 2 100 m  | 1'12"  |
| 2007                      | Morydiem           | France     | Carpe Diem        | Bruno Marie           | Bruno Marie             | 2 100 m  | 1'12"2 |
| 2006                      | Kool du Caux       | France     | Bijou du Bignon   | Jos Verbeeck          | Fabrice Souloy          | 2 100 m  | 1'11"4 |
| 2005                      | Kuza Viva          | France     | Uzo Charmeur      | Stéphane Levoy        | Paul Viel               | 2 100 m  | 1'11"4 |
| 2004                      | Tsar d'Inverne     | Suède      | Arnaqueur         | Dominik Locqueneux    | Robert Bergh            | 2 100 m  | 1'13"8 |
| 2003                      | Holographie        | France     | Urane Sautonne    | Antoine-Paul Bézier   | Antoine-Paul Bézier     | 2 100 m  | 1'11"7 |
| 2002                      | Energetic          | Suède      | Flying Irishman   | Orjan Kihlström       | Stefan Hultman          | 2 100 m  | 1'13"  |
| 2001                      | Lass Zefyr         | Suède      | Quick Pay         | Olle Goop             | Olle Goop               | 2 100 m  | 1'12"4 |
| 2000                      | Fière Lady         | France     | Quilon            | Jean-Philippe Mary    | Loïc-Désiré Abrivard    | 2 700 m  | 1'14"1 |
| 1999                      | Fiesta d'Anjou     | France     | Urfist des Prés   | Jean-Michel Bazire    | Jean-Michel Bazire      | 2 700 m  | 1'14"3 |
| 1998                      | Draga              | France     | Polstock          | Michel Lenoir         | Michel Lenoir           | 2 700 m  | 1'15"5 |
| 1997                      | Belle Argence      | France     | Noble Atout       | Ulf Nordin            | Ulf Nordin              | 2 700 m  | 1'15"3 |
| 1996                      | Capitole           | France     | Passionnant       | Bernard Oger          | Léopold Verroken        | 2 700 m  | 1'16"2 |
| 1995                      | Activity           | Suède      | Active Bowler     | Anders Lindqvist      | Bengt Hansson           | 2 700 m  | 1'14"9 |
| 1994                      | Uranium de Tillard | France     | Florestan         | Jean-Claude Hallais   | Jean-Claude Hallais     | 2 700 m  | 1'15"7 |
| 1993                      | Vrai Lutin         | France     | Lutin d'Isigny    | Jean-Pierre Viel      | Jean-Pierre Viel        | 2 650 m  | 1'17"6 |
| 1992                      | Lucky Tilly        | Suède      | Chambon P         | Torbjörn Jansson      | Torbjörn Jansson        | 2 650 m  | 1'17"  |
| 1991                      | Superman           | France     | Tatius            | Roland-Roger Dabouis  | Roland-Roger Dabouis    | 2 650 m  | 1'17"7 |
| 1990                      | Réussite de Rozoy  | France     | Chambon P         | Roger Baudron         | Roger Baudron           | 2 650 m  | 1'17"  |
| 1989                      | Quiton du Coral    | France     | Chambon P         | Joël Hallais          | Joël Hallais            | 2 650 m  | 1'17"7 |
| 1988                      | Quilon             | France     | Honorin           | Ghislain Fontenay     | Ghislain Fontenay       | 2 650 m  | 1'17"7 |
| 1987                      | Poroto             | France     | Esquirol          | Louis Boulard         | Louis Boulard           | 2 650 m  | 1'17"3 |
| 1986                      | Okwo               | France     | Haut de Bellouet  | Joël Hallais          | Joël Hallais            | 2 650 m  | 1'17"8 |
| 1985                      | Mon Ouiton         | France     | Kerjacques        | Bernard Oger          | Léopold Verroken        | 2 650 m  | 1'17"4 |
| 1984                      | Lapito             | France     | Dogan             | Joël Hallais          | Joël Hallais            | 2 600 m  | 1'17"8 |
| 1983                      | Spice Island       | États-Unis | Lindy's Pride     | Kurt Hörmann          | Wallner / Lindstedt     | 2 600 m  | 1'18"5 |
| 1982                      | Ino Ludois         | France     | Quioco            | Marc Bonhomme         | Marc Bonhomme           | 2 600 m  | 1'19"3 |
| 1981                      | Képi Vert          | France     | Chambon P         | Roger Baudron         | Roger Baudron           | 2 600 m  | 1'20"1 |
| 1980                      | Jorky              | France     | Kerjacques        | Léopold Verroken      | Léopold Verroken        | 2 600 m  | 1'19"9 |
| 1979                      | Gars de Fontaine   | France     | Volnay II         | Pierre Levasseur      | Pierre Levasseur        | 2 600 m  | 1'19"2 |
| 1978                      | Gadamès            | France     | Kerjacques        | Michel-Marcel Gougeon | Dominique Bellaigue     | 2 600 m  | 1'20"8 |
| 1977                      | Dauga              | France     | Nicias Grandchamp | Michel-Marcel Gougeon |                         | 2 600 m  | 1'19"2 |
| 1976                      | Éléazar            | France     | Kerjacques        | Léopold Verroken      |                         | 2 600 m  | 1'19"4 |
| 1975                      | Chablis            | France     | Nonant le Pin     | Michel-Marcel Gougeon |                         | 2 600 m  | 1'20"6 |
| 1974                      | Beauséjour II      | France     | Kerjacques        | M. Fournier           |                         | 2 600 m  | 1'19"6 |
| 1973                      | Amiral Williams    | France     | Jokai             | Camille Bottoni       |                         | 2 600 m  |        |
| 1972                      | Amyot              | France     | Garde Moi         | Louis Sauvé           |                         | 2 600 m  | 1'21"5 |